# 江蘇省放送テレビ総局
江蘇省ラジオテレビ総局（こうそしょうらじおてれびそうきょく、簡体字中国語: 江苏省广播电视总台）は、中華人民共和国江蘇省の国有の公共放送テレビ局。当該局のロゴが果物のレイシに似ていることから「荔枝台（レイシ台）」の略称でも呼ばれる。

## 沿革
1949年4月23日、中華民国の首都南京が共産党軍による攻められるにともない、中華民国中央ラジオ局が南京ラジオ局に改称。5月18日、南京人民ラジオ局に改称。
1960年5月1日夜7時、南京電視実験台(南京テレビ実験局)が正式に放送を開始。1960年、放送を中止となった。
1968年10月1日、南京電視台(南京テレビ局)の名義で再び放送が開始。
1979年6月30日、南京電視台(南京テレビ局)が江蘇電視台(江蘇テレビ局)に改称。
2001年6月、江蘇テレビ局、江蘇ケーブルテレビ局、江蘇人民ラジオ局が統合され、江蘇省ラジオ・テレビ総局が発足。

## 所在地
- 本社

1968年から1972年江蘇省南京市北極閣の頂上にある江蘇省気象台。
1972年から 江蘇省南京市鼓楼区北京東路4号。

## 放送系統

### 主要放送
- 江蘇衛星テレビ[3] 総合チャンネル（アナログ放送 ハイビジョン放送 24時間放送）
- 江蘇城市チャンネル 生活情報・江蘇省各都市情報チャンネル
- 江蘇総芸チャンネル 娯楽・芸能・番組チャンネル
- 江蘇体育休閑チャンネル 体育・麻雀・囲碁などチャンネル
- 江蘇公共新聞チャンネル ニュース チャンネル
- 優漫卡通衛視 アニメ チャンネル
- 好享購物チャンネル テレビショッピングチャンネル
- 江蘇国際チャンネル
- 江蘇教育チャンネル
- 江蘇学習チャンネル 進学指導チャンネル
- 靚粧チャンネル 化粧チャンネル
- 財富天下チャンネル 経済・株市場チャンネル
- 江蘇動視 バス・地下鉄などの列車内に放送するチャンネル
- 紫金国際チャンネル 香港・およびマレーシアなどの東南アジア国家にむけのチャンネル
- 幼児教育チャンネル 視聴率が低下することから、2016年1月6日をもって放送停止となった。